# 沙尔诺新城
沙尔诺新城（法語：Villeneuve-lès-Charnod，法語發音：[vilnœv lɛ ʃaʁno]，意即为“沙尔诺附近的新城”）是法国汝拉省的一个旧市镇，位于该省西南部，属于隆斯勒索涅区。2017年1月1日，沙尔诺新城并入相邻的阿罗马。

## 地理
沙尔诺新城（46°20'12"N, 5°28'42"E）面积7.05 平方千米，位于法国勃艮第-弗朗什-孔泰大區汝拉省，该省份为法国东部内陆省份，北起上索恩省，西北接科多尔省，西临索恩-卢瓦尔省，南至安省，东与杜省和瑞士接壤。
与沙尔诺新城接壤的市镇（或旧市镇、城区）包括：热尔马尼亚、蒙塔尼亚-勒唐普利耶、沙尔诺、兰村、蒙弗勒尔、阿罗马。
沙尔诺新城的时区为UTC+01:00、UTC+02:00（夏令时）。

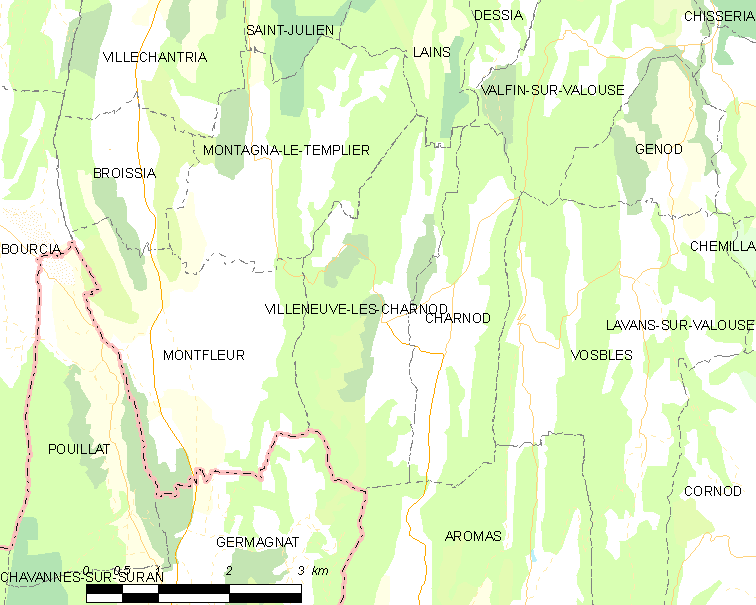
沙尔诺新城的OSM定位图

## 行政
沙尔诺新城的邮政编码为39240，INSEE市镇编码为39566。

## 政治
沙尔诺新城所属的省级选区为圣阿穆尔县。

## 人口

1962-2008年间沙尔诺新城人口变化图示

沙尔诺新城于2018年1月1日时的人口数量为86人。